# Homoneura clavata
Homoneura clavata är en tvåvingeart som beskrevs av Miller 1977. Homoneura clavata ingår i släktet Homoneura och familjen lövflugor.
Artens utbredningsområde är Ontario. Inga underarter finns listade i Catalogue of Life.